# 佐藤類
佐藤 類（さとう るい、1977年7月14日 - ）は、日本の実業家。サイバーステップ株式会社創業者・代表取締役社長。

## 人物・来歴
香川県生まれ。東京都調布市出身。1998年東京工業高等専門学校情報工学科卒業。卒業後、マレーシアとタイでのホームステイを経て、アイデア対決・全国高等専門学校ロボットコンテスト、全国高等専門学校プログラミングコンテストに参加した仲間とともに、2000年にサイバーステップを創業。2001年株式会社に組織変更し、代表取締役に就任。2005年代表取締役会長就任。2006年代表取締役社長。ゲーム開発などを進め、同年マザーズに上場。

## 著書
- 『変な会社 : 「とりあえず世界一」を目指す経営思考』サイゾー 2015年